# Brunettia goliath
Brunettia goliath är en tvåvingeart som beskrevs av Quate 1967. Brunettia goliath ingår i släktet Brunettia och familjen fjärilsmyggor. Inga underarter finns listade i Catalogue of Life.